# Carolina (Porto Rico)
Carolina é um município de Porto Rico localizado na região metropolitana de San Juan (Porto Rico). É altamente industrializado e povoado, com cerca de quase 155 mil habitantes.
Foi fundado em 31 de janeiro de 1857, com o nome de San Fernando de la Carolina.